# Armatocereus laetus
Armatocereus laetus es una especie de planta suculenta perteneciente al género Armatocereus, dentro de la familia Cactaceae. Es endémica del oeste de Perú.

## Descripción

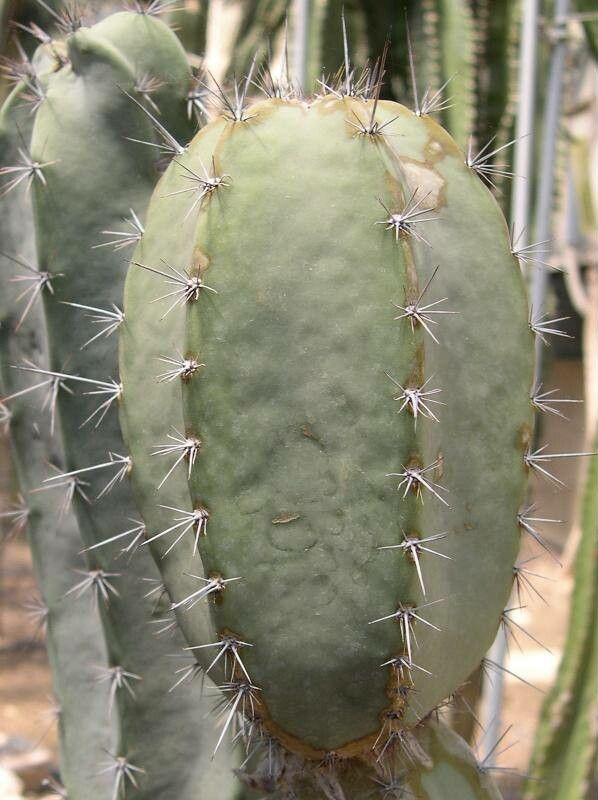
Detalle del tallo y las espinas

Armatocereus laetus es una especie de cactus que crece en forma de árbol, con tallos cilíndricos, erectos y muy ramificados, alcanzando alturas de 4 a 6 m. Generalmente forman un tronco corto y macizo bien desarrollado.
Los tallos son de color verde grisáceo, tienen forma de columna y están erguidos. Se dividen en segmentos de 30 a 60 cm de largo y se estrechan en ambos extremos. Presentan de 4 a 8 costillas separadas por incisiones profundas. Las areolas presentan de 6 a 12 espinas con forma de aguja que primeramente son de color marrón y luego se vuelven blanquecinas o grisáceas a medida que envejecen. 
Las flores son blancas, miden de 7 a 8 cm de largo y hasta 5 cm de diámetro. Los frutos son verdes con muchas espinas.

## Distribución y hábitat
El área de distribución nativa de esta especie es el oeste de Perú y crece principalmente en biomas desérticos o de matorrales secos.

## Taxonomía
La primera descripción de esta especie fue como Cactus laetus, publicada en 1823 por el botánico alemán Carl Sigismund Kunth en el libro Nova Genera et Species Plantarum 6: 68.
Posteriormente, el botánico alemán Curt Backeberg colocó la especie en el género Armatocereus, pasando a llamarse Armatocereus laetus y anotando estos cambios en la revista ilustrada Kaktus-ABC: 176 en el año 1936.
Etimología
- Armatocereus: nombre genérico que deriva de las palabras latinas armatus (que significa 'armado') y cereus (que significa 'velas' o 'cirios'), en referencia a la morfología de sus tallos, en forma de columnas espinosas.[4]
- laetus: epíteto específico que deriva del latín y que significa 'abundante' o 'floreciente', haciendo referencia a la gran cantidad de flores que produce.[5]

## Estado de conservación
En la Lista Roja de Especies Amenazadas de la UICN, la especie está clasificada como de “Preocupación Menor (LC)”.

## Usos

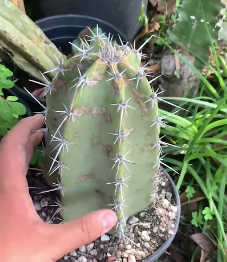
Planta en cultivo

Se cultiva principalmente como planta ornamental y necesita condiciones cálidas y secas para desarrollarse correctamente. Requiere una exposición a luz solar directa o luz intensa durante varias horas al día. En interiores, conviene situarlo cerca de ventanas bien orientadas.
El sustrato debe tener un drenaje excelente. Se recomienda una mezcla específica para cactus o una combinación de arena, grava y tierra suelta para evitar encharcamientos. Durante la época de crecimiento (primavera y verano), se aconseja regar de forma espaciada, dejando que el sustrato se seque completamente entre riegos. En invierno, se debe suspender el riego o reducirlo al mínimo, ya que la planta entra en reposo vegetativo.
Tolera temperaturas elevadas, pero no soporta heladas ni humedad constante. La temperatura mínima recomendable se sitúa en torno a los 12 °C. Puede abonarse una o dos veces durante la primavera o el verano con un fertilizante específico para cactus, diluido según las indicaciones del fabricante.
La propagación puede realizarse por semillas o mediante esquejes de tallo, que deben secarse varios días antes de plantarlos para evitar la pudrición. Es una especie resistente a plagas, aunque en ocasiones puede verse afectada por cochinillas o ácaros si el ambiente es seco y mal ventilado.

## Galería

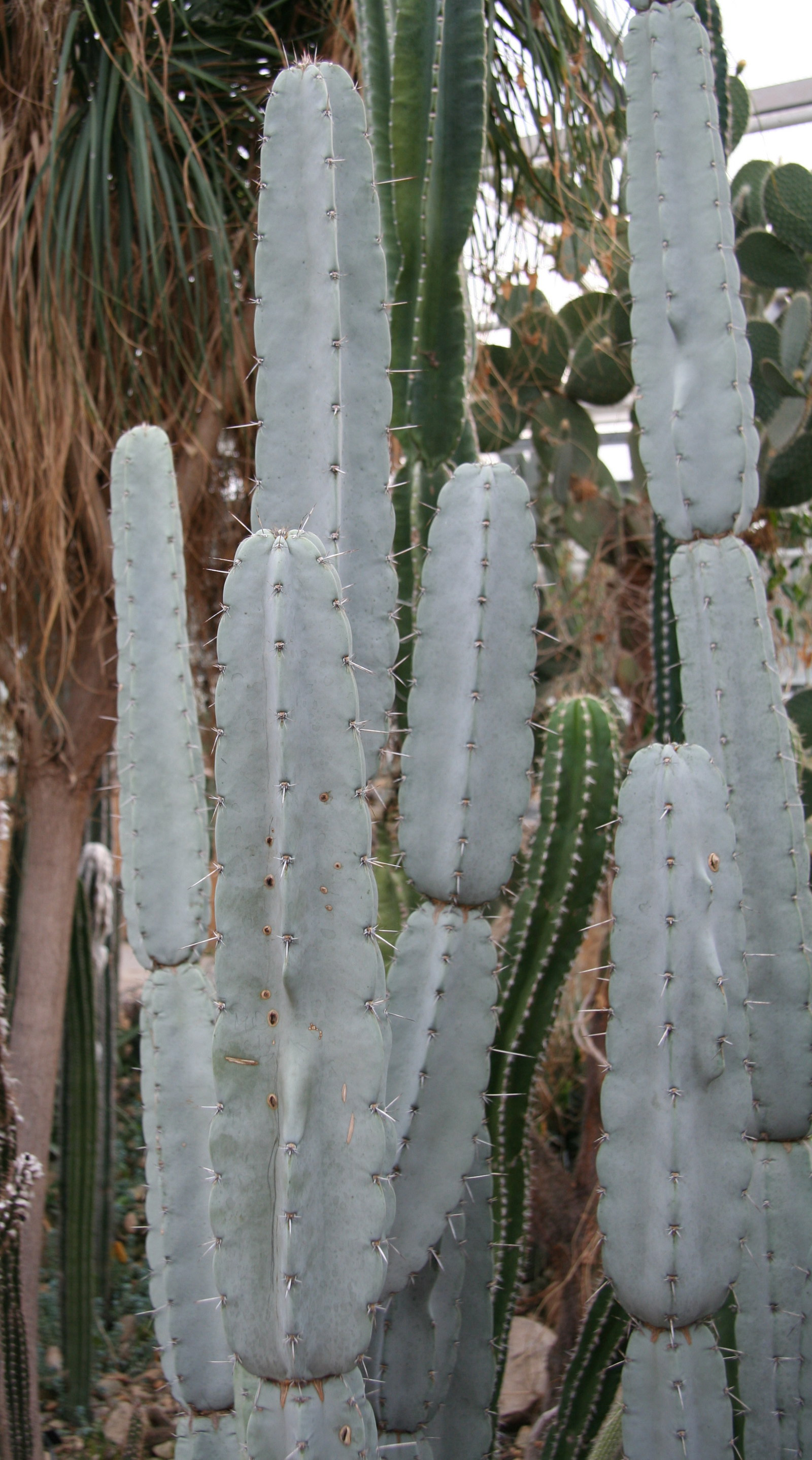
Planta en el Jardín Botánico de Dresde (Alemania)
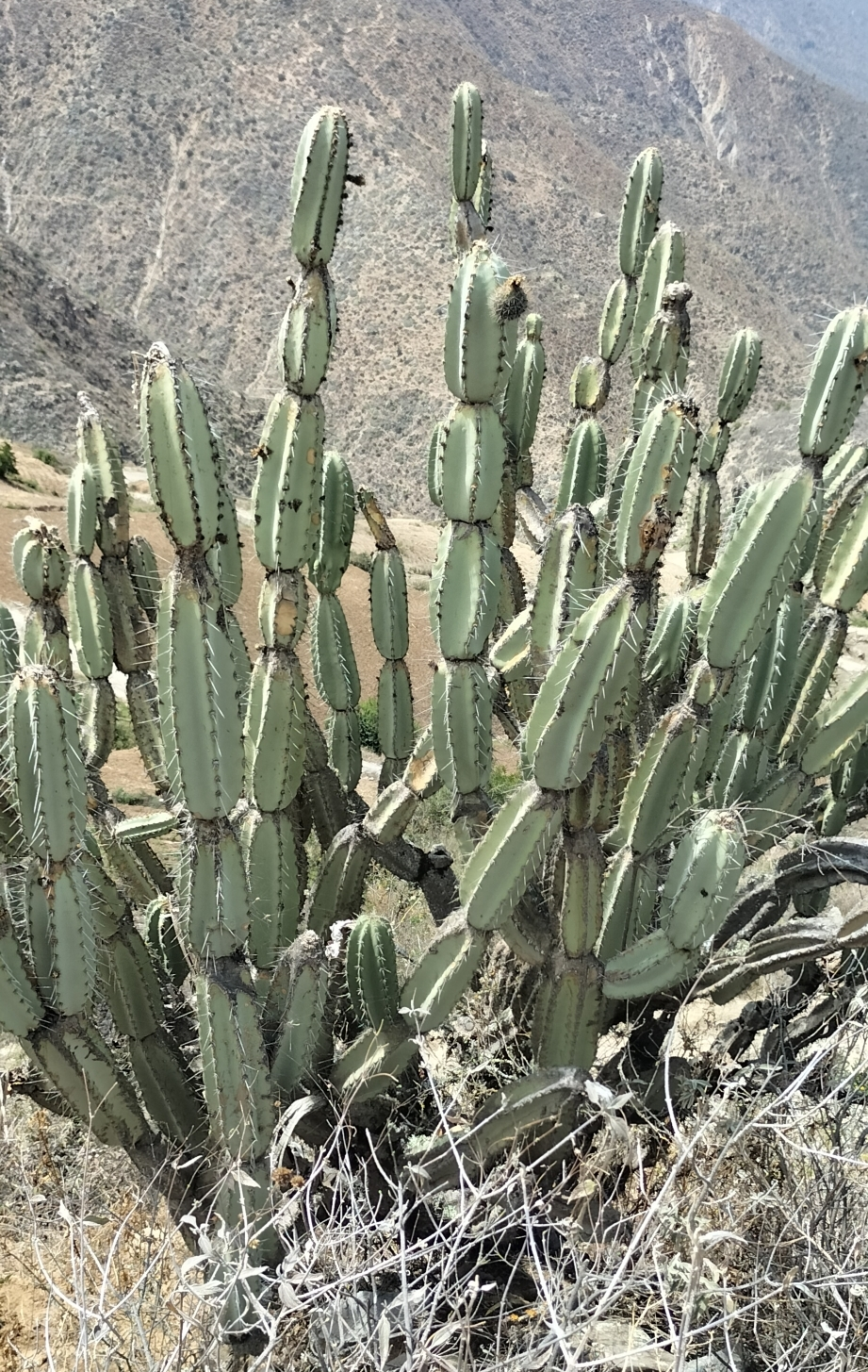
Porte de la planta
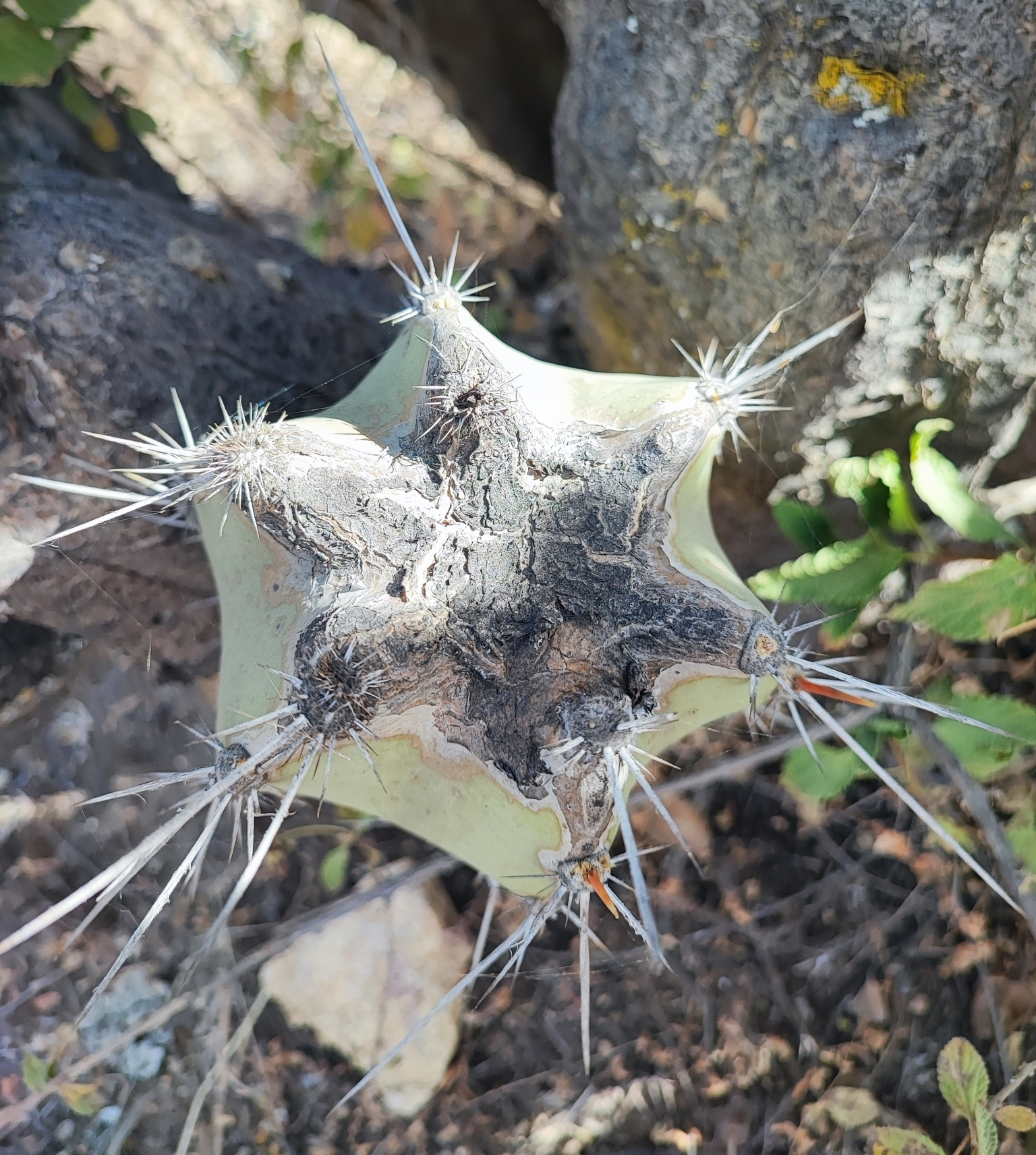
Detalle del ápice
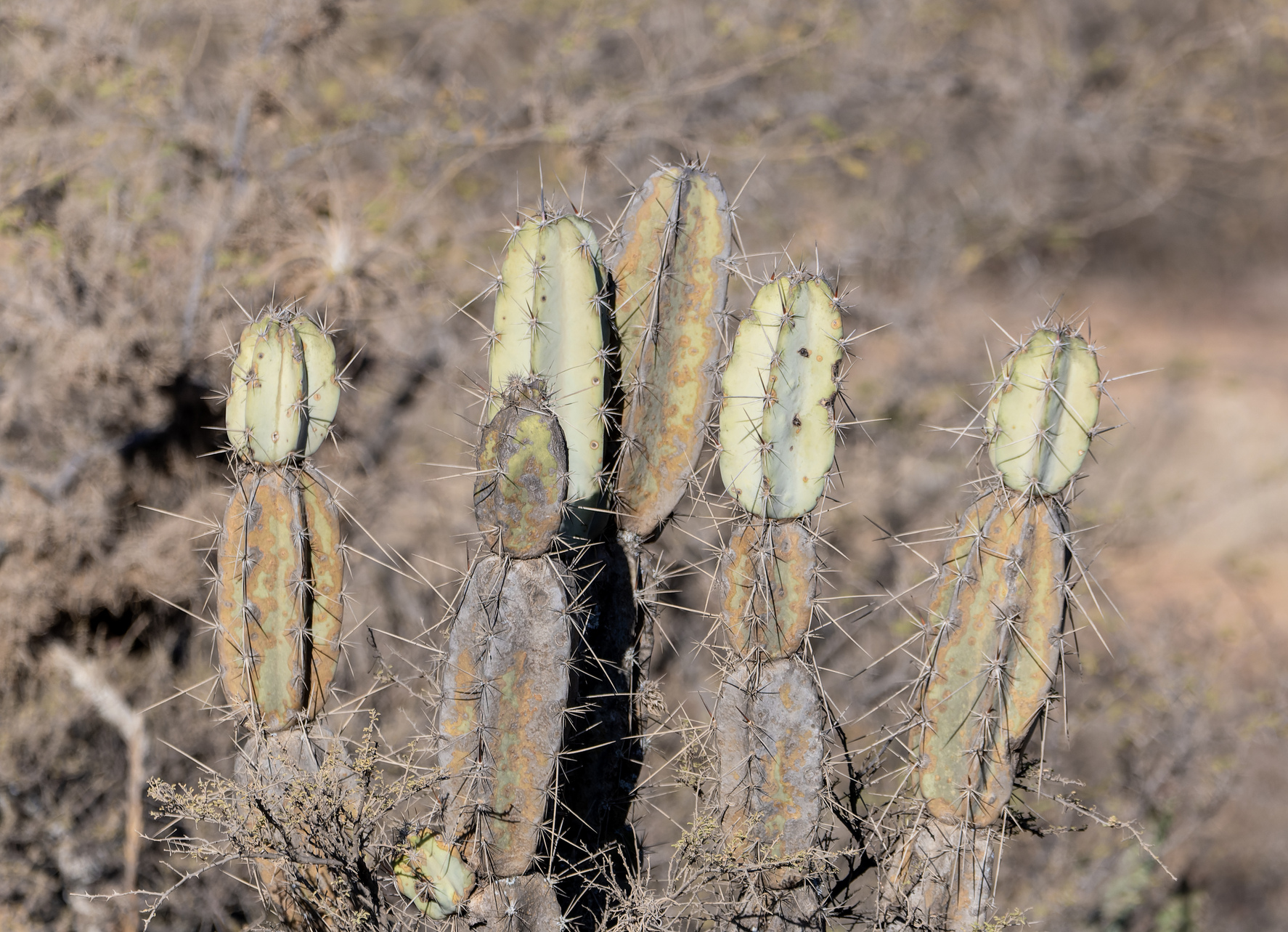
Detalle de los tallos
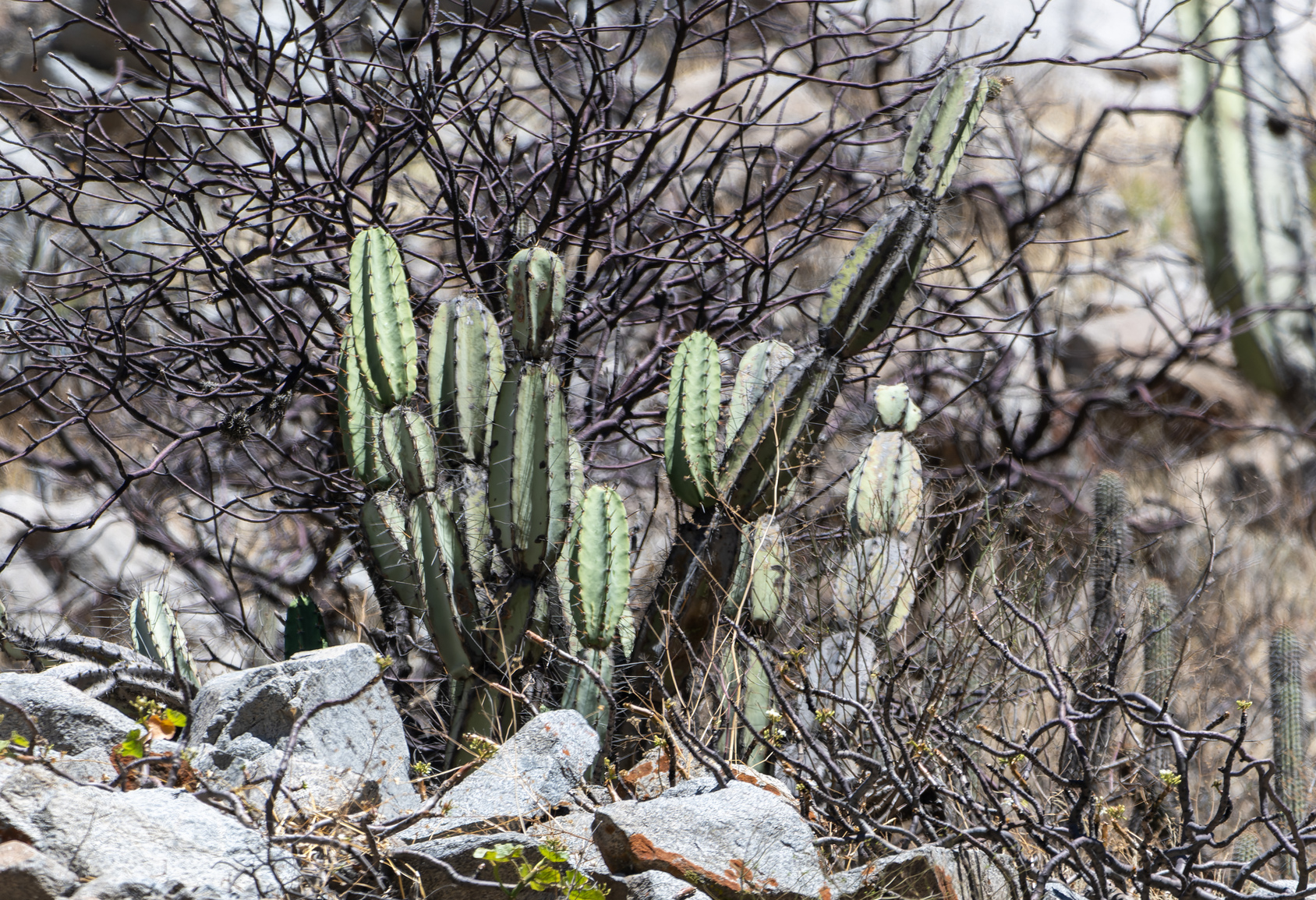
Planta en su hábitat